# Distretto di Carhaix
Il distretto di Carhaix era una divisione territoriale francese del dipartimento di Finistère istituita nel 1790 e soppressa nel 1795.
Era formato dai cantoni di Carhaix, Chateauneuf, Coray, Huelgoat, Plonnevez, Saint-Hernin e Scrignac.